# 林财和
林财和（Liem Tjae Ho），印度尼西亚藥劑師、商人。达亚综合制药有限公司创始人，以及印度尼西亞藥學學者協會联合创始人之一。